# Johannes Adrianus Tuijn
Johannes Adrianus Tuijn, bekend als J.A. Tuijn, (Amsterdam, 25 maart 1816 – Amsterdam, 29 december 1855) was een Nederlands tenor.
Hij was zoon van muziekmeester Adrianus Tuijn en Catharina Boogaards, wonende aan de Nieuwe Leliestraat. Tijdens zijn militaire keuring stond hij te boek als boekverkoper. Hijzelf trouwde als toonkunstenaar in 1850 met Maria Wilhelmina Adriana Magtelda Coelen (1826-1870).
Hij kreeg zijn opleiding van Jan George Bertelman in Amsterdam en D. Bandorali in Parijs. Hij was, ondanks een zwak gestel, vanaf 1841 tot 1853 vooral actief in Nederland en Duitsland, waaronder concerten in het Gewandhaus in Leipzig. Het leverde hem onder de naam Jan Andreas een vermelding op in de dagboeken van Robert Schumann en Clara Schumann. Een besmetting van tuberculose (tering) maakte een voortijdig eind aan zijn actieve loopbaan, waarna niets anders restte dan zangles geven, maar na drie jaar kwam daar ook een eind aan.